# کیک
کیک (انگلیسی: cake) یا گتو (فرانسوی: gâteau) گونه‌ای شیرینی است که خاستگاه اروپایی دارد. اگرچه به باور باستان‌شناسان این خوراک از زمان‌های باستان وجود داشته است، اما تصوری که از کیک امروزی وجود دارد و سه ویژگیِ شیرین بودن، سبکی و بافت اسفنجی را در ذهن مجسم می‌کند، نوعی شیرینی است که از میانهٔ سدهٔ هجدهم به وجود آمده است. آرد، شکر، تخم مرغ و کره چهار ماده‌ای هستند که بیش از مواد دیگر در کیک به کار برده می‌شوند. کیک‌ها به‌طور کلی به دو گروه بزرگ غیرچرب یا کیک‌های اسفنجی و چرب یا کیک‌های کره‌ای تقسیم می‌شوند. تفاوت کیک‌های کره‌ای با کیک‌های اسفنجی در اینست که برخلاف کیک‌های اسفنجی حباب داخل این نوع کیک در اثر وارد کردن هوا توسط به‌هم‌زدن شکر و تخم مرغ به وجود نیامده است بلکه عامل اصلی در به وجود آمدن حباب در این نوع کیک‌ها، ایجاد گاز در داخل کیک، بخاطر استفاده از یک عامل ورآورنده نظیر بیکینگ پودر است. همچنین کیک کره‌ای از نظر وزنی سنگین است درصورتی‌که سبک بودن، از ویژگی‌های یک کیک اسفنجی است. کیک از موادی است که در اثر تماس با هوا خشک می‌شود و به همین علت در روش‌های تزیینی معمول است که سطح کیک به‌طور کامل با مواد پوشانده شود. بدین وسیله سدی در برابر عبور هوا به وجود آمده و باعث دوام بیشتر کیک خواهد شد. کیک‌ها ممکن است با توجه مناسبتی که برای آن‌ها در نظر گرفته شده طبقه‌بندی شود. به عنوان مثال، کیک عروسی و کیک تولد از جمله کیک‌هایی هستند که در درجه اول با توجه به جشنی که برای آن‌ها در نظر گرفته شده، شناخته می‌شوند.

## بررسی واژه
واژهٔ فارسی کیک (مستقیماً) از واژهٔ انگلیسی cake است و آن هم احتمالاً برگرفته از نروژی باستان kaka و آن هم از ژرمنی غربی *kokon- است. زمان ظاهر شدن این واژه در زبان انگلیسی از سال ۱۳۰۰ میلادی بوده است.

## تعریف
کیک نوعی شیرینی با منشأ اروپایی است که در تهیهٔ آن معمولاً چهار مادهٔ اصلی آرد، شکر، تخم مرغ و کره بهم زده شده و پس از درآمدن به حالت اسفنجی، پخته می‌شوند. به علاوه در برخی از انواع گوناگون کیک‌ها، از موادی چون نشاسته، روغن، میوهٔ درخت یا خشکبار و مایعاتی مثل شیر، آب یا آب‌میوه و ادویه‌جات گوناگون و همچنین از ماده‌ای برای حجم دادن به خمیر مثل بیکینگ پودر یا خمیرترش نیز استفاده می‌شود.
در واژه‌نامه سطح پیشرفته آکسفورد در بخش کیک این تعریف آمده است: کیک خوراکی با مزهٔ شیرین است که از آمیختگی تخم مرغ، آرد، کره، شکر و غیره تهیه می‌گردد. کیک‌ها در فر آشپزی یا دستگاه مایکروویو پخته می‌شوند. کیک‌ها در شکل‌ها و اندازه‌های گوناگون درست می‌گردند و اکثراً با خامه و یخ‌چینه تزئین می‌شوند. در لغت‌نامه کمبریج علاوه بر آرد، تخم مرغ و شکر به استفاده از روغن در تهیه کیک نیز اشاره شده است. واژه‌نامه معاصر لانگمن از کیک به عنوان یک خوراکی شیرین و نرم یاد می‌کند که از مخلوط تخم مرغ، آرد، کره و شکر؛ و به شیوه پخته شدن در فر حاصل می‌گردد.
در فرهنگ لغت وبستر دو تعریف اصلی و یک تعریف استعاری از کیک ذکر شده است: در تعریف‌های اصلی؛ نخست کیک این گونه توضیح داده شده است: کیک یک خوراکی نان‌مانند است که از خمیر و خمیرابه و معمولاً به روش سرخ کردن و تنوری کردن تهیه شده است. کیک‌ها در اندازه‌های کوچک و به شکلی تخت هستند و اغلب به روش ورنیامده طبخ می‌گردند. در دیگر تعریفی که از کیک آمده، این خوراکی طعامی شیرین‌مزه توصیف شده که به شیوه فرپزی و با مواد اولیه آرد، شکر، تخم مرغ، خمیر، خمیرابهٔ غلیظ، چربمایه و انواع ورآورنده مثل بیکینگ پودر درست می‌شود. در تعریف استعاری به هر گونه مادهٔ غذایی که به فرم گرد و تخت و به شیوه تنوری و سرخ کردن طبخ می‌گردد، کیک می‌گویند مثل کیک ماهی یا انواع کتلت.

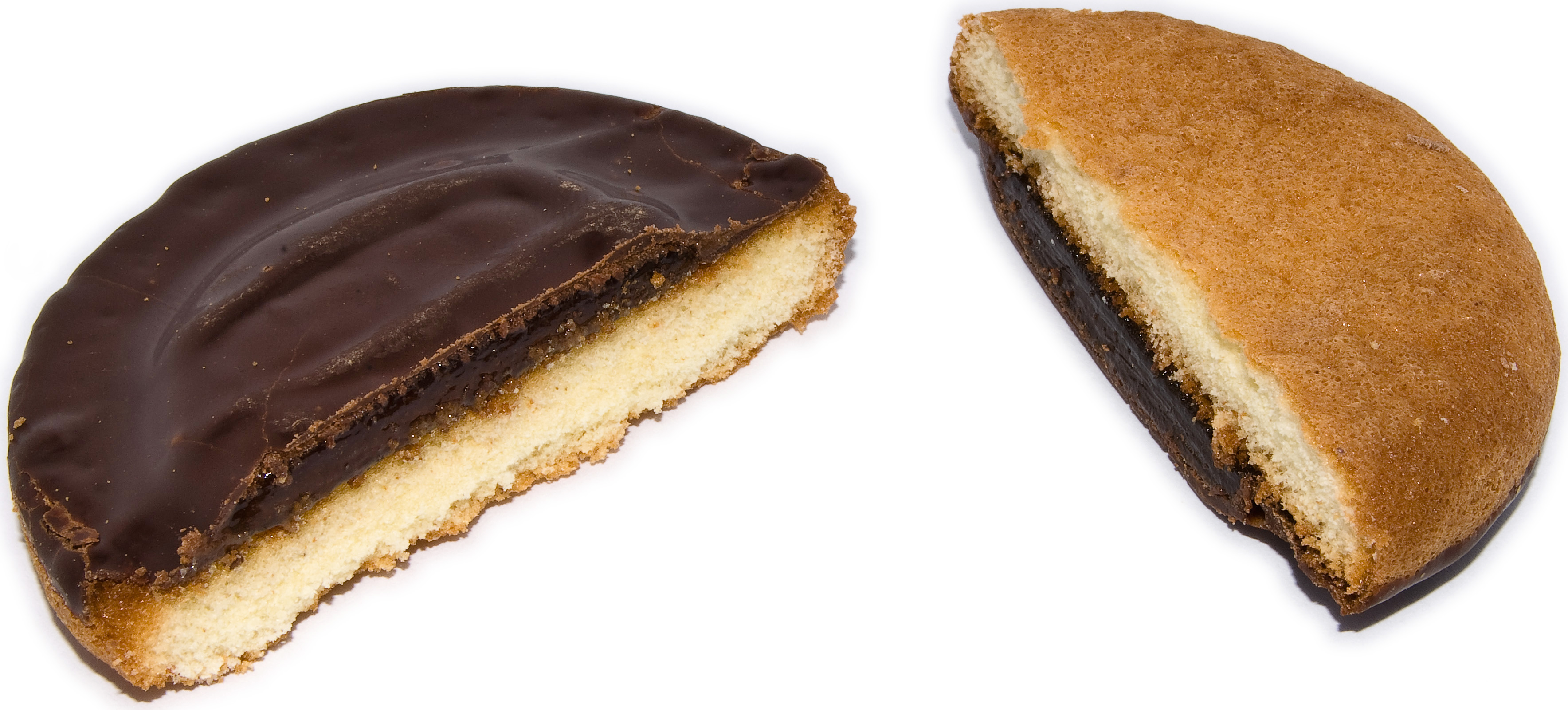
کیک جافا، این کیک از سه لایه تشکیل شده است، پایهٔ آن را کیک اسفنجی تشکیل می‌دهد بر روی آن یک لایه از ژله با طعم پرتقال قرار دارد و سطح آن با یک لایه شکلات پوشانده می‌شود.

تفکیک کیک از دیگر انواع شیرینی مطلبی است که بحث بر سر آن زیاد است. برای مثال مشخص نیست چگونه می‌توان یک خط جداکننده بین کیک و شیرینی‌های دیگر مانند نان شیرین، بیسکویت، مافین، پن کیک، پای و غیره کشید. به علت مبهم بودن تعریف کیک تا به حال چندین بار جهت تشخیص کیک از غیر آن، کار به تشکیل دادگاه کشیده شده است. معروفترین این نوع دادگاه‌ها، دادگاه رسیدگی به کیک جافا است که در سال ۱۹۹۱ تشکیل شد. در این دادگاه شرکت مک‌ویتیس ادعا داشت که محصولی که تولید کرده یک نوع کیک است و نباید به عنوان بیسکویت شناخته شده و مالیات بیسکویت که جزو اجناس لوکس به‌شمار می‌آید، بر آن تعلق بگیرد. طرف دیگر این دعوا سازمان امور مالیاتی کشورِ انگلستان بود و در نهایت شرکت مک‌ویتیس توانست در دادگاه پیروز شود. این شرکت توانست ثابت کند که تفاوت کیک با بیسکویت در این است که اگر کیک در مدتی طولانی به حال خود گذاشته شود، خشک خواهد شد اما بیسکویت بعد از گذشت زمان نرم‌تر خواهد شد و محصول تولید شده به همین علت در گروه کیک‌ها قرار دارد.

## تاریخچه

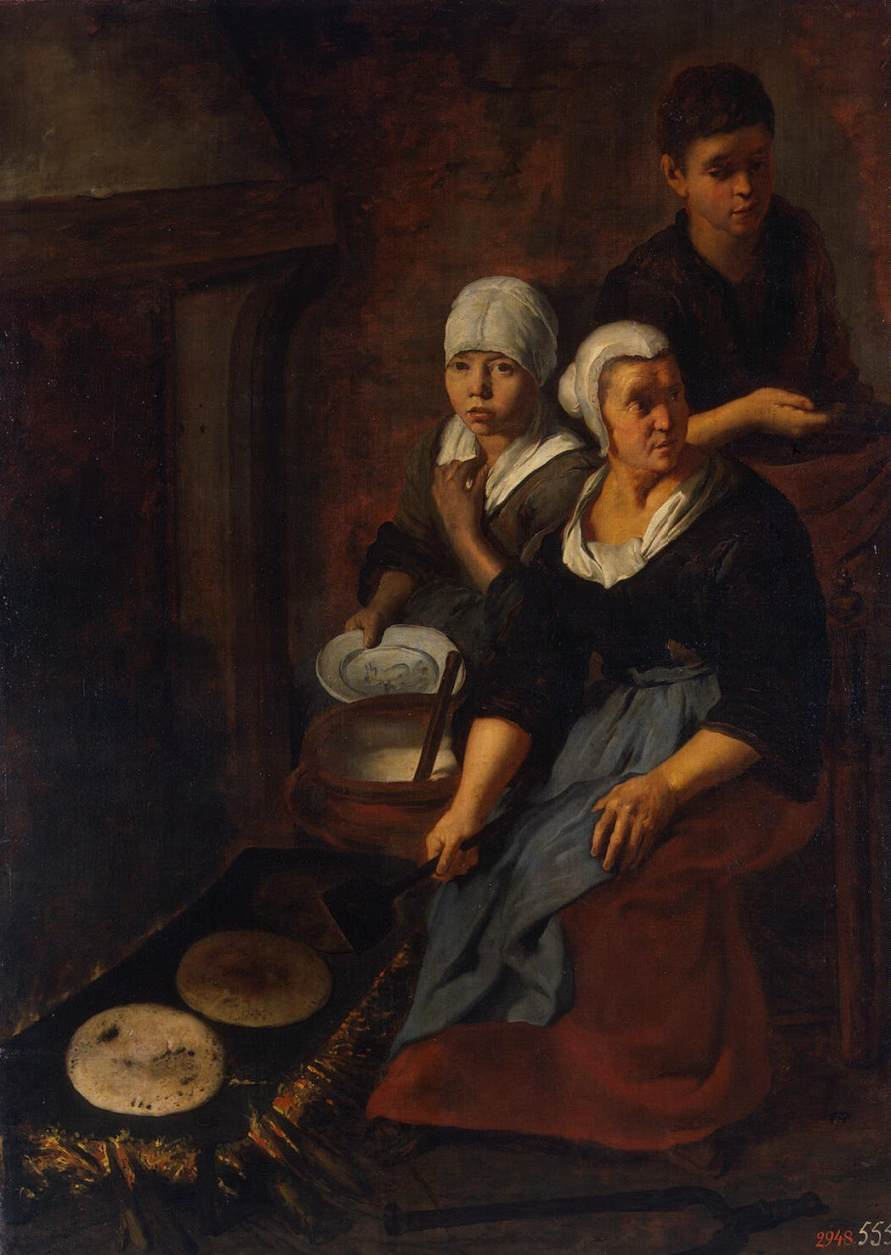
تصویری از پخت کیک مسطح

کیک یکی از انواع شیرینی‌هاست که منشأ اروپایی دارد. کیک در زبان انگلیسی دارای معانی متعددی است و به یک قطعهٔ کوچک و مسطح خمیر پخته نیز کیک گفته می‌شود. بر اساس این تعریف باستان‌شناسان عنوان می‌کنند که این نوع خوراک از زمان‌های باستان وجود داشته است اما تصوری که از کیک امروزه وجود دارد و سه ویژگیِ شیرین بودن، سبکی و بافت اسفنجی را در ذهن مجسم می‌کند، نوعی شیرینی‌است که از اواسط قرن هیجدهم به وجود آمده است.
منشأ کیک نان است و به همین سبب تاریخچهٔ کیک با نان در هم آمیخته است. مهم‌ترین عاملی که برای تفکیک نان از کیک انگلیسی در نظر گرفته می‌شود، حذف مخمر از نان‌است. در سال ۱۷۲۷ میلادی برای اولین بار در کتاب آشپزی دستور کیکی دیده می‌شود که تنها از تخم مرغ برای پف دادن به کیک استفاده شده است. در این زمان به این نکته پی برده شده بود که اگر مقدار زیادی تخم مرغ در کیک استفاده شود، نیاز به به کار بردن مخمر نخواهد بود. پیشرفت در صنعت اجاقهای غذاپزی نیز در کیفیت کیک تأثیر بسیاری داشت. در سال ۱۷۸۰ اجاق‌های فردار تولید شدند و امکان درست کردن کیک‌های سبک‌تر به وجود آمد. در اوایل قرن نوزدهم نوع جدیدی کیک رواج پیدا کرد که کیک پوند نامیده می‌شد. در این کیک تمامی مواد یک پوند (۴۵۳ گرم) وزن داشتند و برای اینکه وزن تخم مرغ نیز با دیگر مواد یکسان شود ۸ تخم مرغ نیز به کار برده می‌شد. بهم زدن مواد در پاند کیک بسیار زمان بر بود و تقریباً یکساعت برای بهم زدن کره و یک ساعت نیز برای بهم زدن تخم مرغ‌ها وقت صرف می‌شد و نیاز به قدرت بدنی زیادی داشت.
آخرین پیشرفت برای ایجاد کیک‌هایی به سبک امروزی ساخت مواد ورآورندهٔ شیمیایی بود. در دههٔ ۱۷۹۰ در آمریکا استفاده از اولین نوع این‌گونه مواد به نام پتاسیم کربنات در کیک آغاز شد. در دههٔ ۱۸۴۰ جوش شیرین تولید شد. تولید این نوع مواد شیمیایی که بسیار سریع‌تر از مخمرها عمل می‌کردند، زمان درست کردن نان و کیک را بسیار کوتاه‌تر از قبل کرد. در سال ۱۸۵۰ بیکینگ پودر به وجود آمد که استفاده از آن باعث به به وجود آمدن بافت اسفنجیِ سبک و نرمی در کیک شد و کیک‌های به سبک امروزی پا به عرصه گذاشتند.

## مواد اولیه

### اصلی
آرد
آرد هنگامی که در دستور کیک آورده شود به‌طور معمول به آرد گندم اشاره دارد. مواد اصلی آرد را نشاستهٔ کربوهیدارت‌ها تشکیل می‌دهد. آرد بر اساس تفاوت در مقدار پروتئین به سه نوع آرد ضعیف (درصد پروتئین ۸٬۵–۷)، آرد متوسط (درصد پروتئین ۱۰٬۵–۸٬۵) و آرد قوی (درصد پروتئین ۱۳٬۵–۱۱٬۵) تقسیم می‌شود. پروتئین آرد هنگامی‌که به مایعات افزوده و آمیخته می‌شود به ماده‌ای به نام گلوتن تغییر پیدا می‌کند. هر چه میزان گلوتن در خمیر کمتر باشد سفتی آن کمتر و محصول پخت نرم‌تر است؛ بنابراین آرد ضعیف که گلوتن کمتری دارد برای پخت کیک‌های اسفنجی مناسب است و آرد قوی که گلوتن زیادی دارد برای پخت نان و خمیر پای مناسب‌تر است.
جدول زیر برخی از ارزش‌های غذایی موجود در ۱۰۰ گرم آرد گندم ضعیف و مناسب برای کیک را نشان می‌دهد:
| آب     | پروتئین | چربی    | کربوهیدرات | کلسیم      | فسفر       | آهن         | ویتامین B۱   | B۲           | B۳          |
| ------ | ------- | ------- | ---------- | ---------- | ---------- | ----------- | ------------ | ------------ | ----------- |
| ۱۴ گرم | ۸ گرم   | ۱٫۷ گرم | ۷۵٫۹ گرم   | ۲۳ میلی‌گرم | ۷۰ میلی‌گرم | ۰٫۷ میلی‌گرم | ۰٫۱۳ میلی‌گرم | ۰٫۰۴ میلی‌گرم | ۰٫۷ میلی‌گرم |

تخم مرغ
وزن یک تخم مرغ متوسط ۵۰ گرم در نظر گرفته می‌شود که ۳۰ گرم از آن وزن سفیده و ۲۰ گرم وزن زرده است. محل نگهداری تخم مرغ در یخچال است اما به علت اینکه تخم مرغ سرد به خوبی کف نمی‌کند، هنگام به کار بردن در کیک، تخم مرغ زودتر از یخچال بیرون شده و دمای آن به دمای اتاق رسانده می‌شود.
تخم مرغ به صورت خشک‌شده و پودری در سه نوع تخم مرغ کامل، سفیده و زرده نیز موجود است که آن را می‌توان در دمای معمولی اتاق نیز نگهداری کرد. در هنگام مصرف پودر تخم مرغ به آن مقادیر تعیین شده آب اضافه می‌شود. پودر سفیده تخم مرغ به سفیدهٔ تازه نیز افزوده می‌شود. این پودر در بهبود کیفیت مرنگ نیز مؤثر است. همچنین تخم مرغ به صورت یخ‌زده و به صورت بسته‌بندی شده در برخی از کشورها بفروش می‌رسد.
جدول زیر برخی از ارزش‌های غذایی موجود در هر ۱۰۰ گرم تخم‌مرغ را نشان می‌دهد:
| -           | کالری         | آب       | پروتئین  | چربی     | روی          | کلسیم       | فسفر        | آهن         | B۱           | ویتامین د | ویتامین آ، رتینول |
| ----------- | ------------- | -------- | -------- | -------- | ------------ | ----------- | ----------- | ----------- | ------------ | --------- | ----------------- |
| تخم‌مرغ کامل | ۱۶۲ کیلوکالری | ۷۴٫۷ گرم | ۱۲٫۳ گرم | ۱۱٫۲ گرم | ۱٫۴ میلی‌گرم  | ۵۵ میلی‌گرم  | ۲۰۰ میلی‌گرم | ۱٫۸ میلی‌گرم | ۰٫۸ میلی‌گرم  | ۴۰ واحد   | ۱۹۰ میکروگرم      |
| زرده        | ۳۶۳ کیلوکالری | ۵۱ گرم   | ۱۵٫۳ گرم | ۳۱٫۲ گرم | ۳٫۹ میلی‌گرم  | ۱۴۰ میلی‌گرم | ۵۲۰ میلی‌گرم | ۴٫۶ میلی‌گرم | ۰٫۲۳ میلی‌گرم | ۱۱۰ واحد  | ۵۲۰ میکروگرم      |
| سفیده       | ۴۸ کیلوکالری  | ۸۸ گرم   | ۱۰٫۴ گرم | ۰        | ۰٫۰۲ میلی‌گرم | ۹ میلی‌گرم   | ۱۱ میلی‌گرم  | ۰٫۱ میلی‌گرم | ۰٫۰۱ میلی‌گرم | ۰ واحد    | ۰ میکروگرم        |

شکر
نقش شکر تنها در شیرین کردن کیک نیست بلکه نقش مهم آن ثابت نگهداشتن حباب‌های ایجاد شده در تخم مرغ است. همچنین شکر در ایجاد بو و رنگ پس از پخت، در کیک‌های اسفنجی و کره‌ای نیز نقش دارد.
شکر از فروکتوز و گلوکز تشکیل شده است و جهت کارکرد مغز وجود گلوکز ضروری است. مغز قدرت ذخیرهٔ گلوکز را درون خود ندارد و این ماده باید به صورت پی در پی به بدن برسد به همین جهت گفته می‌شود که خوردن مواد شیرین برای کارکرد بهتر مغز مفید است. همان‌طور این نظریه وجود دارد که خوردن مواد شیرین باعث ترشح اندورفین از مغز می‌شود. اندورفین به عنوان مادهٔ مخدر مغز نیز خوانده می‌شوند و آرامش و از بین رفتن عصبانیت بعد از خوردن مواد شیرین، به تأثیر اندروفین نسبت داده می‌شود. اما باید توجه داشت که خاصیت مواد شیرین بر روی کم شدن استرس (بیولوژیکی) یک اثر موقتی و کوتاه مدت است و زیاده‌روی در خوردن شکر در بلند مدت اثرات منفی مانند چاقی و پوسیدگی دندان برای بدن به همراه دارد.
۹۹٫۹۸ گرم از هر ۱۰۰ گرم شکر سفید را کربوهیدرات‌ها تشکیل می‌دهند و این مقدار شکر حاوی ۳۸۷ کیلو کالری است.
کره
کره دارای سه خاصیت است که در صنعت شیرینی‌سازی بسیار به آن‌ها نیاز است، نخست اینکه با اینکه جامد است اما قابلیت شکل‌پذیری دارد. کره به راحتی با آرد مخلوط شده و باعث ترد شدن شیرینی می‌گردد. همچنین کره قدرت پذیرش مقادیر زیادی هوا را در بافت خود دارد و همین خاصیت باعث سبکی محصول پخته شده خواهد شد. البته با یک بار ذوب کردن کره و دوباره به صورت جامد درآوردن آن این سه خصوصیت کره تقریباً از بین خواهد رفت.
جدول زیر برخی از ارزش‌های غذایی موجود در هر ۱۰۰ گرم کرهٔ بی‌نمک را نشان می‌دهد (مقدارها نسبی‌اند):
| آب        | کالری          | چربی      | پروتئین  | کلسیم      | کربوهیدرات | کلسترول     | ویتامین آ    | ویتامین د | ویتامین E    |
| --------- | -------------- | --------- | -------- | ---------- | ---------- | ----------- | ------------ | --------- | ------------ |
| ۱۷٫۹۴ گرم | ۷۱۷ کیلو کالری | ۸۱٫۱۱ گرم | ۰٫۸۵ گرم | ۲۴ میلی‌گرم | ۰          | ۲۱۵ میلی‌گرم | ۶۸۴ میکروگرم | ۶۰ واحد   | ۲٫۳۲ میلی‌گرم |

### غیر اصلی
ورآورنده‌ها
مواد ورآورنده: موادی هستند که قادر به تولید و افزایش حباب‌های گاز به‌خصوص دی‌اکسید کربن در درون خمیر یا خمیرابه هستند. تولید این گازها باعث ایجاد حجم مناسب، نرمی و سبکی خمیر و سهولت در خوردن می‌شوند.
هوا، دی‌اکسید کربن و بخار سه نوع گازی هستند که در اثر واکنش مواد ورآورنده تولید می‌شوند. ورآوردنده‌ها عبارتند از:
- مخمرها
- جوش شیرین
- بیکینگ پودر: انواع گوناگونی دارد و تمام انواع آن از جوش شیرین، یک یا چند نوع اسید به شکل نمک اسیدی (مانند کرم تارتار و سدیم آلومینیوم سولفات) و نشاسته تشکیل شده است. هر چند بیکینگ پودرها به دو گروه تک مرحله‌ای و دو مرحله‌ای تقسیم می‌شوند اما در عمل تنها نوع دو مرحله‌ای آن در بازار به فروش می‌رسد. نوع دومرحله‌ای نوعی است که پس از افزوده شدن به مایه مقداری گاز دی‌اکسید کربن در دمای معمولی اتاق آزاد می‌کند و مقداری نیز در هنگامی که در حرارت پخت قرار گرفت.[۲۸]

مواد عطر دهنده

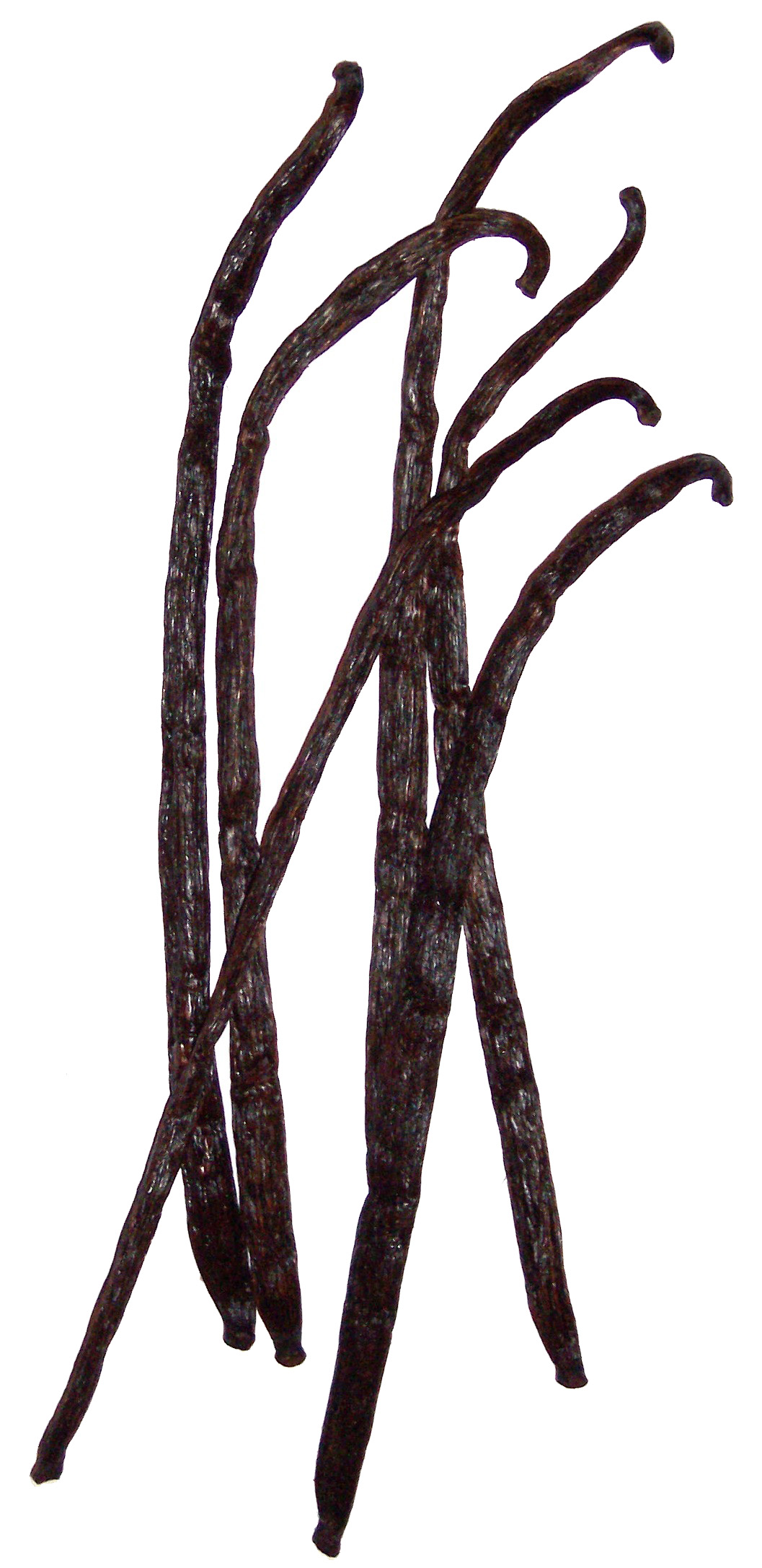
میوهٔ درخت وانیل یا وانیل طبیعی

مواد عطر دهندهٔ گوناگونی نظیر وانیل، اسانس، آبلیمو، توت فرنگی و انواع ادویه‌جات مانند دارچین جهت از بین بردن بوی تخم مرغ، آرد و کرهٔ کیک به کار برده می‌شود. میوهٔ درخت وانیل دراز و نازک است و به لوبیا شباهت دارد. نوع مرغوب آن پهن است و در حدود ۲۰–۱۸ سانتیمتر طول و ۸ میلی‌متر عرض دارد. وانیل یکی از انواع ادویهجات است و به زودی فاسد نمی‌شود اما برای نگهداری وانیل طبیعی باید دقت زیادی کرد که وانیل خشک نشود و بهتر است که آن را در یخچال نگهداری کرد. به غیر از میوهٔ طبیعی، وانیل به شکل پودر و مایع نیز در بازار به فروش می‌رسد.
عسل
در حدود ۸۰ درصد ترکیبات عسل از انواع کربوهیدرات‌ها مانند فروکتوز (قند میوه) و گلوکز تشکیل شده است. در صنعت شیرینی‌سازی عسل در ساخت انواع شکلات، آبنبات و برخی از انواع کیک مانند کاستلا به کار برده می‌شود. در اروپا قبل از ظهور شکر، نقش اصلی در ایجاد مزهٔ شیرین برعهدهٔ عسل بود و در نان یا کیک‌های اعلا عسل به عنوان مادهٔ شیرین‌کننده به کار برده می‌شد.
مارگارین
کره و مارگارین هردو حاوی ۱۶ درصد آب و ۸۵ درصد چربی هستند با این تفاوت که چربی کره از نوع چربی حیوانی موجود در شیر و چربی مارگارین از روغن‌های نباتی است. در نتیجه میزان اسیدهای چرب اشباع مارگارین از کره کمتر است. امروزه انواع مختلفی از مارگارین با درصدهای مختلف چربی تهیه می‌شود و انواع مارگارین کم چرب (با حدود ۲۰ درصد چربی) هم در دسترس قرار دارند.
لبنیات
شیر برای تأمین آب، و بهبود طعم و رنگ در کیک و شیرینی بسیار کاربرد دارد. موادی مانند، پودر شیر، شیر تغلیظ شده، شیر خشک بدون چربی و شیرعسلی فراورده‌های دیگر شیر هستند که به جای شیر مایع در شیرینی‌جات به کار برده می‌شوند.
ماست در برخی از انواع کیک، مانند کیک ماست، به کار برده می‌شود.
خامه با وارد کردن هوا توسط همزدن به صورت سبک و پَر مانند درآمده و در کیک به کار برده می‌شود. خامهٔ زده شده به دو صورت تهیه می‌شود: در صورتی‌که با شکر زده شود، کرم شانتیلی نامیده می‌شود و در پوشش یا داخل لایه‌های کیک و همچنین در داخل قیف قنادی و غیره به کار برده شود. وزن شکر بر حسب میل بین ۱۰–۵ درصد وزن خامه در نظر گرفته می‌شود. در صورتی‌که خامه به تنهایی و بدون داشتن شکر زده شود، کرِم فوئِته نامیده شده و این نوع خامه اکثراً با دیگر کرم‌های قنادی به صورت ترکیبی درآمده و در درست کردن کرم باواروآ یا موس استفاده می‌شود.
پنیر بیشتر برای درست کردن کیک پنیر به کار برده می‌شود. کیک پنیر به سه گروه تقسیم می‌شود، در گروه اول پنیر خامه‌ای بر روی خمیر پای قرار گرفته و در فر پخته می‌شود. در گروه دوم ژلاتین به همراه خامه یا مواد دیگر به پنیر افزوده می‌شود و در برخی مواقع در قالب‌های کرم یا موس شکل به آن داده می‌شود. گروه سوم آنست که در واقع خصوصیات یک کیک را دارد. در این گروه پنیر به همراه دیگر مواد خمیر اسفنجی در فر پخته شده و محصول نهایی مانند دیگر کیک‌های اسفنجی سبک و پرهواست. همچنین در یکی از انواع کیک رولت بنام رولت پنیری نیز روی کیک پخته شده پنیر مالیده شده و کیک به صورت رولت پیچانده می‌شود.
شکلات و کاکائو

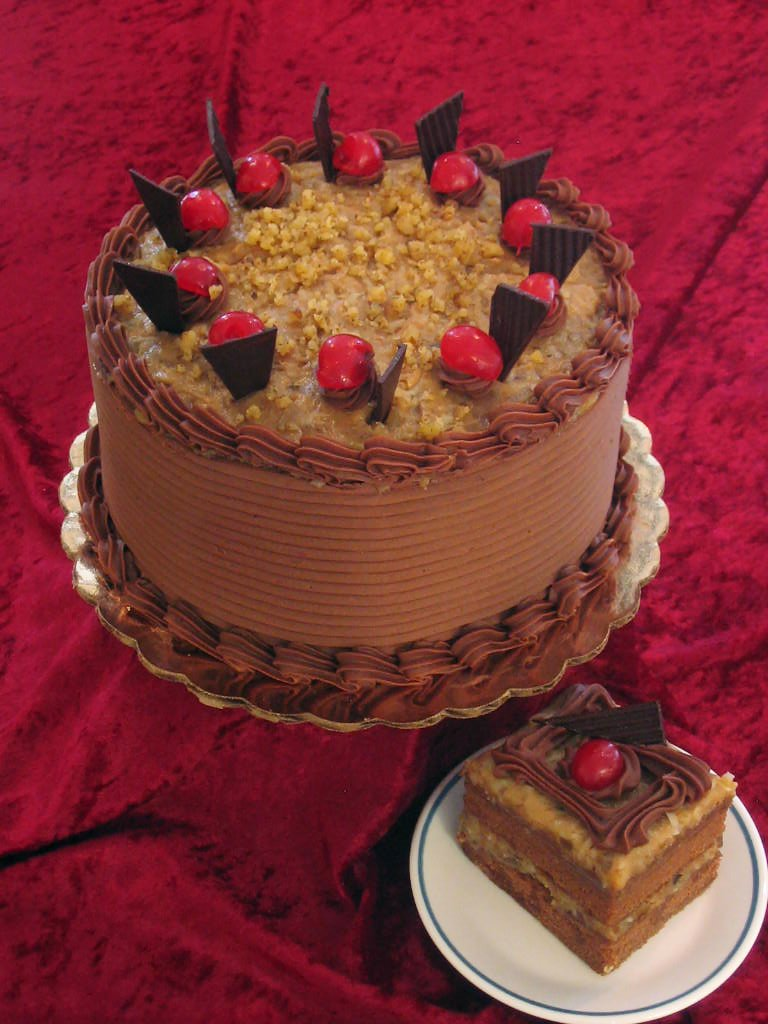
کیک شکلاتی آلمانی، نمونه‌ای از کیک‌های اسفنجی است که دارای شکلات هستند.

کیک شکلاتی به نوعی کیک گفته می‌شود که در خمیر و تزئین سطح کیک از مقادیر زیادی شکلات و کاکائو تا حدی که ظاهر کیک به رنگ این مواد تغییر پیدا کند، استفاده شده باشد. هر دو گروه کیک‌های اسفنجی و کیک‌های کره‌ای دارای انواعی از کیک‌های شکلاتی هستند. برای نمونه کیک شکلاتی آلمانی نمونه‌ای از کیک شکلاتی اسفنجی است و کیک خوراک شیطان نمونه‌ای از کیک شکلاتی کره‌ای‌است. معمولاً در کیک شکلاتی از نوعی شکلات بنام شکلات پوششی استفاده می‌شود، درصد کره کاکائو شکلات پوششی بیشتر از ۳۱ درصد است و این چربی زیاد امکان پخش شدن شکلات بر روی سطح کیک را به وجود می‌آورد. این شکلات خود دارای سه نوع مختلف است. نوعی از آن شکلات پوششی شیرین نام دارد و حاوی شکر است. نوع دیگر شکلات پوششی شیری است که حاوی شکر و پودر شیر است. سومین نوع شکلات پوششی سفید است که به کرهٔ کاکائو، شکر و پودر شیر افزوده می‌شود اما فاقد پودر کاکائو است.
کاکائو برای دادن مزه یا رنگ در کیک به کار می‌رود. معمولاً از کاکائویی که فاقد شیر یا شکر استفاده می‌شود.
مشروبات الکلی
برخی از مشروبات الکلی مانند رام، براندی، کیرش، لیکور، شراب، کوانترو، گران مارنیه و غیره برای طعم و عطر دادن به شربت (نوشیدنی) یا سس کیک به کار برده می‌شوند. این مشروبات معمولاً در مقادیر کم نیز بفروش رسیده و بطری‌های مینیاتوری آن‌ها موجود است. رام دارای دو نوع به رنگ سفید و قهوه‌ای است و بیش از دیگر انواع مشروب به کار برده می‌شود. برخی از انواع رام، مانند رام کاکائویی یا رام شکلاتی بعد از باز کردن به مرور زمان بو و عطر خود را از دست می‌دهند. کیرش یک نوع براندی است که از گیلاس ساخته می‌شود. لیکورها مشروباتی هستند که با افزودن میوه یا گیاهان دارویی به الکل طعم و عطر داده شده است. از انواع معروف آن، لیکور سفید، لیکور پرتقال، لیکور توت فرنگی، لیکور قهوه، لیکور گیلاس و لیکور نعناست. معمولاً لیکور میوه‌ای که برای کیک انتخاب می‌شود با میوهٔ به کار رفته در آن یکسان است.
مواد ژل و ناپاژ
مواد ژلی موادی هستند که دارای خاصیت انجمادکنندگی هستند و افزودن آن‌ها به مایع باعث انجماد آن خواهند شد. جدول زیر مختصات چهار مادهٔ ژلی ژلاتین، آگار، پکتین و کاراگینان را نشان می‌دهد. این مواد معمولاً در تهیه سس‌ها و کرم‌هایی که در کیک به کار برده می‌شوند، مانند انواع ژله یا موس و غیره به کار برده می‌شوند.
| -         | ماده خام                                                               | ماده اصلی       | شکل ظاهری              | درجه ذوب و شرایط ذوب                                                                                     | درجه انجماد                                |
| --------- | ---------------------------------------------------------------------- | --------------- | ---------------------- | --- | ------------------------------------------ |
| ژلاتین    | پوست و استخوان خوک یا گاو. در ایران از استخوان دام‌های حلال تهیه می‌شود. | کلاژن (پروتئین) | ورقه‌ای و پودری         | ۶۰–۵۰ درجه، هر دو نوع آن ابتدا در آب سرد خیسانده شده سپس به مایه اضافه می‌شود.                            | ۲۰–۱۵ درجه، معمولاً در یخچال نگهداری می‌شود. |
| آگار      | جلبک قرمز                                                              | پلی‌ساکارید      | پودر، رشته، میله مانند | ۱۰۰–۹۰ درجه، ابتدا در آب سرد خیسانده شده سپس جوشانده شده و به مایه اضافه می‌شود.                          | ۴۰–۳۰ درجه در دمای معمولی                  |
| پکتین     | ساختارهای ژلاتینی گیاهی موجود در میوه‌جات و سبزیجات                     | پلی‌ساکارید      | پودر                   | ۱۰۰–۹۰ درجه، با شکر مخلوط شده و به مایه اضافه می‌شود. ممکن است پس از آن جوشانده شود.                      | نوع Hm در ۸۰–۶۰ درجه نوع LM در ۴۰–۳۰ درجه  |
| کاراگینان | جلبک قرمز                                                              | پلی‌ساکارید      | پودر                   | بیش از ۵۰ درجه، ابتدا با شکر مخلوط شده و به مایه اضافه می‌شود. سپس به آن حرارت بیش از ۸۰ درجه داده می‌شود. | ۷۵–۳۰ درجه سرعت انجماد آن بسیار سریع است.  |

ژلاتین بیش از مواد دیگری ژلی در کیک و شیرینی‌پزی مصرف می‌شود. ژلاتین ابتدا آب خیسانده شده و در دمای ۶۰–۵۰ درجه سانتیگراد حل می‌شود و در صورتی که دمای محلول از ۸۰ درجه بیشتر باشد بوی ناخوشایندی از ژلاتین متصاعد شده و خاصیت انجمادکنندگی آن کاهش می‌یابد. مایع‌ای که حاوی ژلاتین است نباید جوشانده شود. در صورتی‌که دمای مایع حاوی ژلاتین از ۱۰۰ درجه بیشتر شود، توانایی انجمادکنندگی ژلاتین به‌طور کامل از بین خواهد رفت. به این سبب ژلاتین همواره پس برداشتن مایع از روی حرارت به آن اضافه می‌شود. ژلاتین در محلول‌هایی که دارای پاپایا، کیوی و آناناس هستند خاصیت انجمادکنندگی خود را از دست می‌دهد. وزن ژلاتین ورقه‌ای بین ۱۰–۵ گرم است و نسبت به نوع پودری حاصل کار شفافیت بیشتری دارد. مزیت نوع پودری نسبت به نوع ورقه‌ای در اینست که زودتر خیس شده و آسان‌تر می‌توان میزان مورد نیاز را از آن جدا کرده و استفاده کرد.

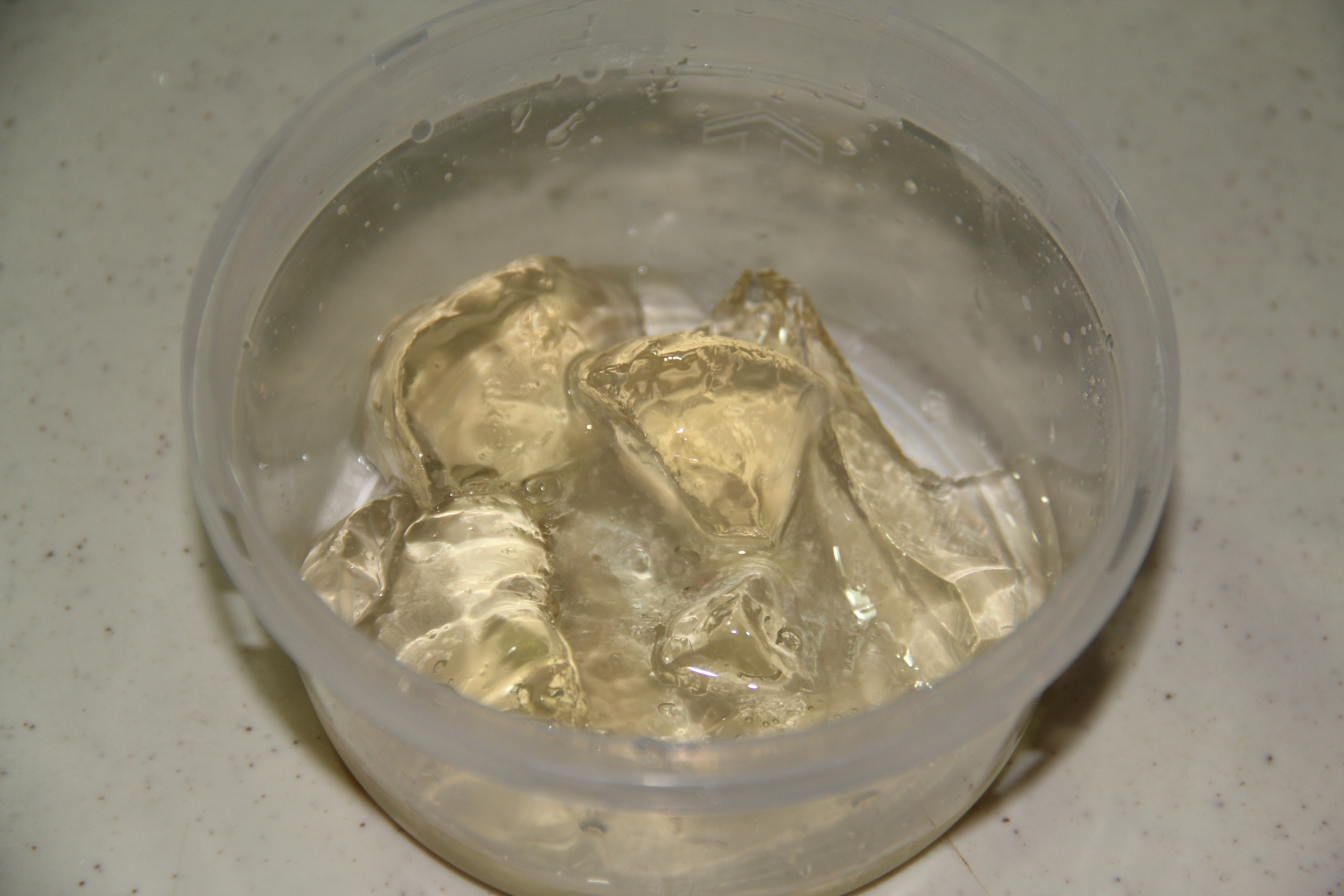
ناپاژ حاضری

ناپاژ ماده‌ای است که از نظر ظاهری به ژله شباهت دارد. این ماده برای براق و درخشان کردن سطح کیک، به ویژه میوه‌های سطح کیک و همچنین در حفظ و دوام بیشتر مواد روی کیک به کار برده می‌شود. ناپاژ در برخی از کشورها به صورت آماده و با گونه‌های مختلف مانند، ناپاژ زردآلو، ناپاژ توت فرنگی، ناپاژ شکلات موجود است همچنین درست کردن آن در منزل امکان‌پذیر است.
میوه و آجیل
میوه‌هایی که به روش‌های مختلف خاصیت نگاهداری بادوام در آن‌ها ایجاد شده است، بیشتر از میوه‌های تازه در کیک استفاده می‌شوند. در جدول زیر انواع گوناگون موادی که از میوه‌ها به‌دست آمده و در کیک به کار برده می‌شوند، نشان داده شده است.
|                                               | میوه‌هایی که معمولاً به کار می‌روند                                         | نوع کیک                                         |
| خشکبار                                        | کشمش، گیلاس، زردآلو، انبه، پاپایا، انجیر سیاه و سفید و غیره              | در انواع گوناگون کیک‌های پختنی مانند کیک میوه‌ای  |
| مربا                                          | زردآلو، توت فرنگی، بلوبری، تمشک، پرتقال و غیره                           | برای آستر پوشاندن سطح کیک قبل از پوشش اصلی      |
| کمپوت                                         | سیب، گلابی، هلو، زردآلو، گیلاس سیاه و غیره                               | برای قرار گرفتن در داخل لایه‌های وسط کیک و تزیین |
| پوره یا سس میوه                               | میوه گل‌ساعتی، انبه، انگور فرنگی، رزبری، بلوبری، توت فرنگی، زردآلو و غیره | برای آستر پوشاندنِ سطح کیک قبل از پوشش اصلی      |
| شربت (نوشیدنی)، میوه آب‌نباتی، لیکورهای میوه‌ای | پرتقال (پوست)، تمشک، کشمش، پاپایا، انجیر و غیره                          | در تمام قسمت‌های کیک                             |

آجیل در کیک بیشتر به صورت پودر به کار برده می‌شود. یکی از مواد اصلی برخی از کیک‌ها را بادام تشکیل می‌دهد. بادام بر دو نوع تلخ و شیرین است که نوع تلخ آن حاوی مواد سمی بوده و در قنادی استفاده نمی‌شود. بادام همچنین به صورت اسانس و لیکور نیز در کیک به کار می‌رود. یکی از مهم‌ترین موادی که از بادام ساخته می‌شود مارزیپان یا خمیر بادام است. مارزیپان در پوشش کیک پس از پخته شدن و درست کردن اشکال گوناگون تزیینی برای روی کیک کاربرد دارد. به غیر از بادام از آجیل‌هایی که در کیک کاربرد دارند می‌توان از گردو، فندق و پسته نام برد.

## گروه‌بندی
کیک‌ها به‌طورکلی به دو گروه بزرگ غیرچرب یا کیک‌های فوم یا کیک‌های اسفنجی و چرب یا کیک‌های کره‌ای تقسیم می‌شوند.

### کیک‌های اسفنجی

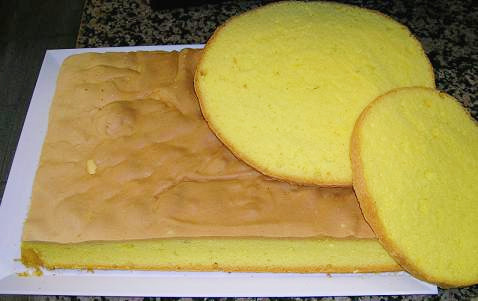
کیک اسفنجی

کیک‌های غیرچرب که با نام کیک‌های فوم یا کیک‌های اسفنجی نیز خوانده می‌شوند، به کیک‌هایی گفته می‌شود که نسبت تخم مرغ به آرد کیک زیاد باشد و حجم آنان از طریق زدن تخم مرغ کامل یا تنها سفیدهٔ تخم مرغ افزایش پیدا کند. در پخت این نوع کیک‌ها چربی یا استفاده نمی‌شود یا مقدار آن بسیار اندک است و دارای بافت اسفنجی هستند. این دسته از کیک‌ها از مقدار زیادی سفیدهٔ تخم مرغ کاملاً زده شده و سفت تشکیل شده‌اند و به همین علت سبک و پر هوا هستند.
کیک‌های فوم در برخی از منابع به سه دسته تقسیم شده است:
1. کیک‌هایی که فاقد هرگونه چربی هستند، مانند کیک خوراک فرشته، مرنگ
2. کیک‌هایی که چربی آن‌ها را فقط زرده تخم مرغ تشکیل می‌دهد، مانند برخی از گونه‌های کیک‌های اسفنجی
3. کیک‌هایی که به جز زرده تخم مرغ دارای چربی (روغن، کره و غیره) هستند، مانند کیک جنوایی و کیک شیفون[۴۶]

کیک‌های اسفنجی بر اساس طرز تهیه به ۲ گروه بزرگ تقسیم می‌شوند:
- کیک اسفنجی جنوایی[پ ۳] نوعی است که که زرده و سفیده به همراه یکدیگر به کار می‌رود.
- کیک اسفنجی بیسکویتی[پ ۴] نوعی است که در آن زرده و سفیدهٔ تخم مرغ به صورت جداگانه به کار برده می‌شود.[۴۷]

### کیک‌های کره‌ای یا چرب

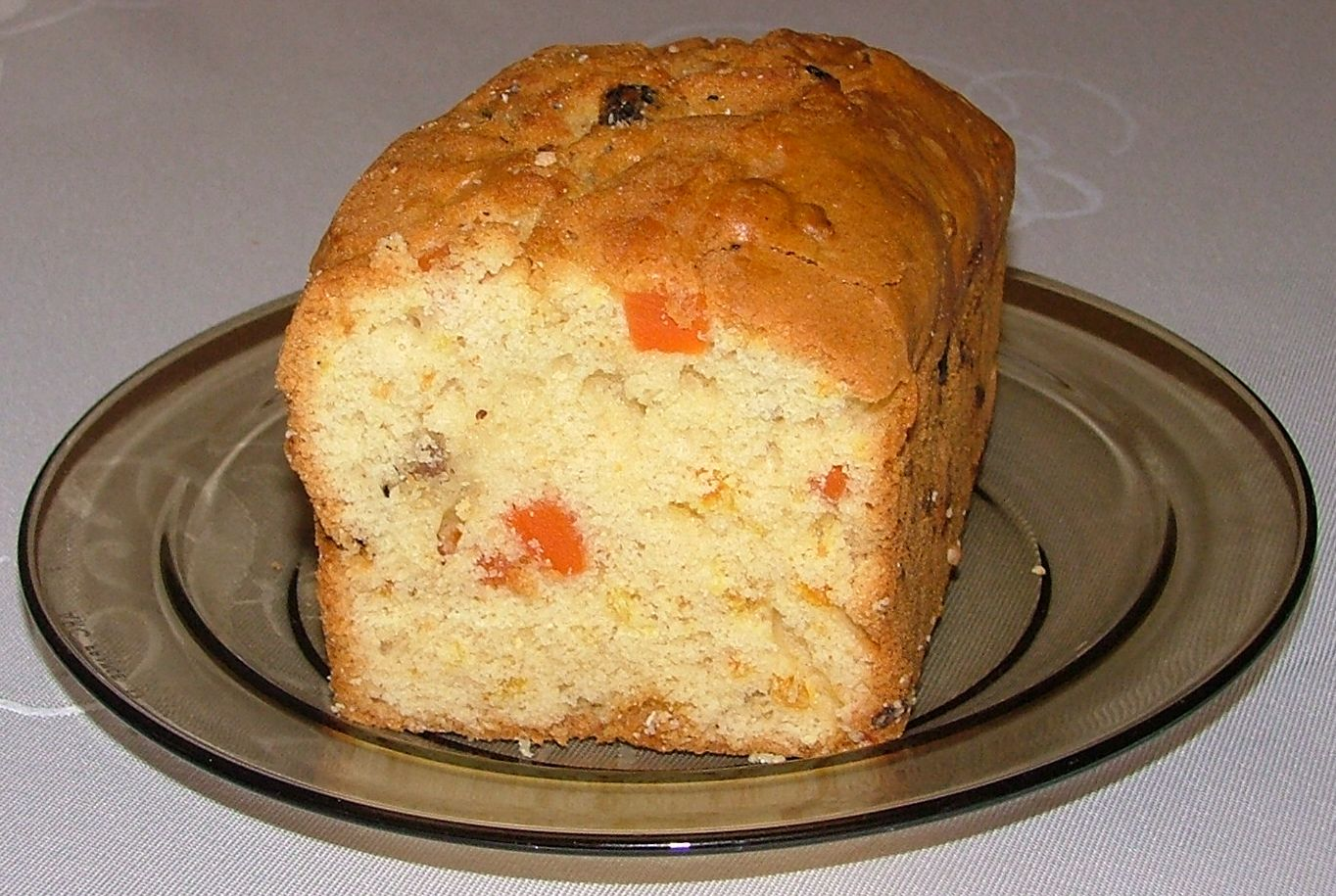
کیک میوه یکی از گونه‌های کیک‌های کره‌ای

به کیک‌هایی گفته می‌شود که حاوی کره، مارگارین یا چربمایه بوده و برای ورآمدن خمیر به یک مادهٔ شیمیایی نظیر بیکینگ پودر یا جوش شیرین نیاز داشته باشند. این کیک کره‌ای به کیک اسفنجی شباهت دارد تفاوت آنان در اینست که برخلاف کیک‌های اسفنجی کف داخل کیک کره‌ای در اثر بهم زدن شکر و تخم مرغ به وجود نیامده است بلکه در اثر حرارت یا ایجاد گاز، هوای داخل کیک متورم می‌شود. در این نوع کیک‌ها آرد و کره به مقدار بسیار بیشتری نسبت به کیک‌های اسفنجی به کار برده می‌شود و بافت متراکمی دارند، به همین علت گازی که در داخل کیک به وجود می‌آید قادر به بیرون آمدن از درون کیک نیست و به صورت حباب در داخل کیک باقی می‌ماند. همچنین در این کیک، کره به مقدار بسیار بیشتری به کار برده می‌شود و وزن آن سنگین است در صورتی‌که اسفنج کیک از نظر وزنی سبک است. این نوع کیک در صورتی‌که دو یا سه روز بعد از پخت خورده شود طعم بهتری نسبت به هنگام پخت پیدا می‌کند. معمولاً این کیک به علت چرب بودن مناسب برای پوشش خامه‌ای نیست و ساده‌تر از گونه‌های کیک اسفنجی تزیین می‌شود. پس از پخته شدن ممکن است بر روی آن مربا، شربت (نوشیدنی) یا انواع الکل مالیده شده و همچنین در برخی مواقع از شکلات برای تزیین استفاده می‌شود. تغییر مقدار شکر، تخم مرغ و آرد یا عامل ورآورنده در طعم کیک تأثیر چندانی ندارد اما انتخاب نوع چربی و جایگزین کردن کره با مارگارین یا چربمایه باعث تغییر محسوس طعم و مزهٔ کیک خواهد شد. معروفترین نوع کیک کره‌ای، کیک پوند است و کیک میوه‌ای، کیک گوگلوپف و باوم‌کوخن انواع دیگر کیک‌های کره‌ای را تشکیل می‌دهد.
کیک‌های کره‌ای به ۳ روش متفاوت درست می‌شوند:
- نخست روش کره و شکر است. در این روش ابتدا کره بهم زده می‌شود تا به صورت کرم در بیاید سپس شکر به آن افزوده شده و بهم زده می‌شود. هدف از بهم زدن اینست که هوا وارد کره شود. تخم مرغ نیز کم‌کم به این دو افزوده شده و در آخر آرد به مایه افزوده می‌گردد. کیک میوه‌ای از کیک‌هایی است در آن از روش شکر و کره استفاده می‌شود. در این روش ممکن است تخم مرغ به صورت کامل یا به صورت جداگانه به کار رود.
- روش دوم روش کره و آرد است. در این روش ابتدا کره بهم زده می‌شود تا نرم شده و به صورت کرم در بیاید. سپس آرد به آن افزوده می‌شود. تخم مرغ و شکر نیز جداگانه بهم زده شده تا سفت شود سپس به کره و آرد افزوده می‌شود. در این روش نیز با اینکه به علت بهم زدن تخم مرغ خمیر حاوی هوا است ولی در هر دو روش به علت زیاد بودن مقدار آرد نسبت به کره و تخم مرغ، برای پف کردن کیک به یک عامل ورآورنده نیاز است.

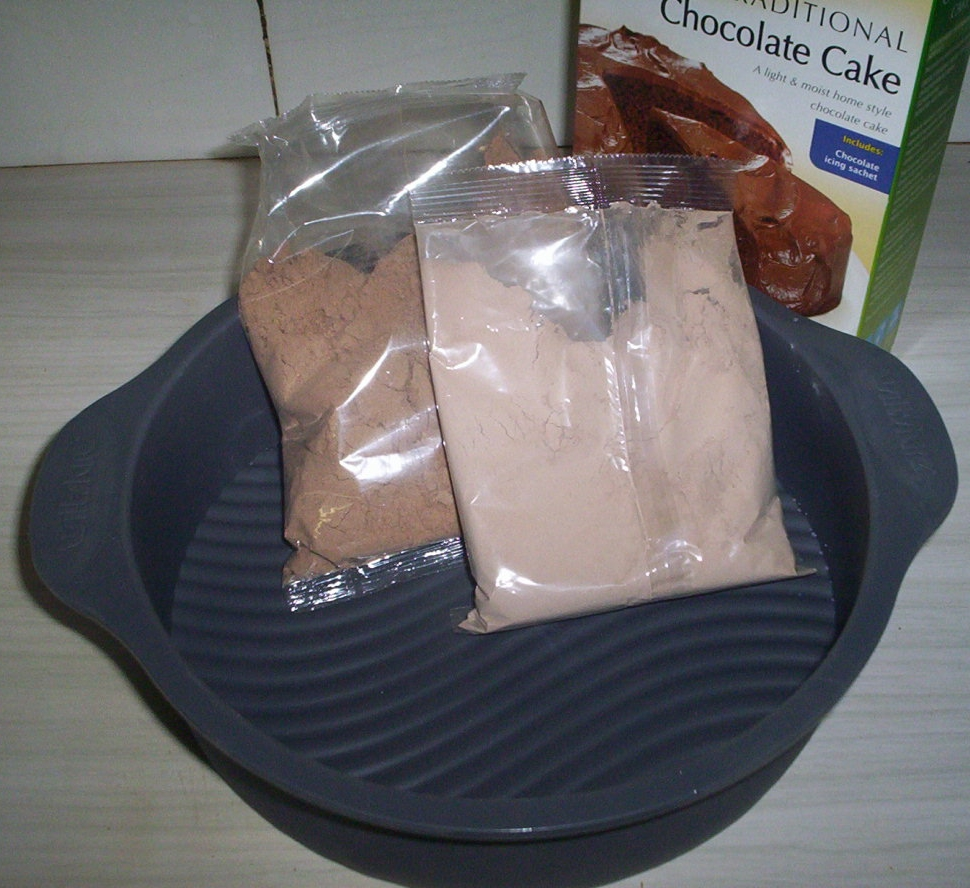
نمونه‌ای از یک مخلوط کیک

- روش سوم روش همه‌کاره[پ ۵] است. در این روش تمام مواد با یکدیگر مخلوط شده و بهم زده می‌شوند. در روش همه‌کاره کرهٔ ذوب شده به کار می‌رود. در این روش از خاصیت کف‌کنندگی کره و تخم مرغ استفاده نشده و به کار بردن یک عامل ورآورنده کاملاً ضروری است. کیک مادلن از کیک‌هایی است که از در آن از روش همه‌کاره استفاده می‌شود.[۵۱]

مخلوط کیک
مخلوط کیک ترکیبی از آرد، جوش شیرین، شکر و دیگر مواد است که به صورت بسته‌ای بفروش می‌رسد. تهیهٔ کیک به این روش آسان و سریع بوده و تنها لازم است به مخلوط کیک، آب یا تخم مرغ اضافه شود.

## کیک مناسبت‌ها

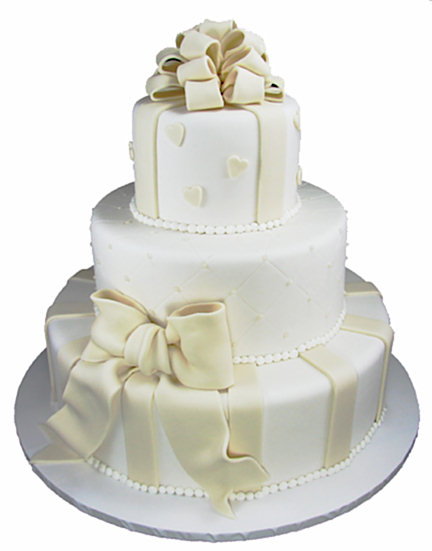
یک کیک عروسی به سبک کیک عروسی ویکتوریایی

کیک‌ها ممکن است با توجه مناسبت که برای آن‌ها در نظر گرفته شده طبقه‌بندی شود. این نوع کیک‌ها در درجه اول با توجه به جشنی که برای آن‌ها در نظر گرفته شده، شناخته می‌شوند.
- کیک عروسی: از آنجائیکه کیک عروسی در اکثر کشورهای جهان یکی از اجزای مراسم ازدواج است این کیک دارای اشکال و انواع گوناگون است. بسیاری از کیک‌های عروسی جهان ریشهٔ بریتانیایی دارند. در قرن نوزدهم و برای مراسم عروسی ملکه ویکتوریا کیکی ابداع شد که با یخ‌چینه مجلل (رویال آیسینگ) تزیین شده بود و چند طبقه بود. این کیک نمونهٔ بنیادی برای کیک‌های عروسی امروزی به سبک غربی به‌شمار می‌رود. این سبک از کیک به عنوان کیک عروسی ویکتوریایی[پ ۶] شناخته می‌شود و در اصل نوعی کیک میوه‌ای است که با یخ‌چینهٔ کاملاً سفید پوشانده شده است. امروزه ممکن است به غیر از کیک میوه‌ای از گونه‌های دیگر کیک نیز استفاده شود. این سبک از کیک عروسی در کشورهای بریتانیا، استرالیا، نیوزیلند، آفریقای جنوبی و آمریکا رایج است. رایج‌ترین کیک عروسی سنتی در فرانسه کروکمبوش است. کروکمبوش به شکل هرمی است که از تعداد زیادی نان‌های خامه‌ای تشکیل یافته است.[۵۴]

در ارتباط با مراسم عروسی کیک دیگری به نام کیک داماد در ایالت‌های جنوبی آمریکا رواج دارد. این کیک معمولاً یک کیک شکلاتی و کوچک‌تر از کیک عروسی است. کیک داماد فاقد یک سبک تزیینی رایج است و معمولاً تزیین آن خاص و مختص هر فرد است.
- کیک تولد: بنابر فرضیه‌ها سنت جشن تولد یک شخص با کیک تولد و شمع روشن بر روی آن در آلمان و از قرن هیجدهم نشأت گرفته است. این کیک از اواسط قرن نوزدهم بخشی جدایی‌ناپذیر از مراسم جشن تولد در کشورهای پروتستان را تشکیل می‌داده است و به تدریج این رسم در دیگر کشورها نیز رایج شده است.[۵۶]
- کیک ایام کریسمس: در برخی از کشورها که رسم درست کردن کیک کریسمس به تازگی رواج پیدا کرده است، مانند کشور ژاپن، کیک کریسمس از کیک اسفنجی تهیه شده و با خامه و عروسک‌هایی شبیه بابا نوئل و خانه‌های کوچک شکلاتی یا مدلی از درخت کاج از پلاستیک و غیره آذین می‌شود. اما در کشورهایی که این جشن در آن‌ها یک آیین دیرینه است معمولاً هر یک دارای یک کیک ویژه سنتی کریسمس هستند. برای نمونه در فرانسه بوش دو نوئل و در آلمان، اشتولن کیک سنتی کریسمس است.[۵۷]

## اشکال
شکل‌های متداول کیک عبارتند از:

## کیک‌های ویژهٔ کشورها

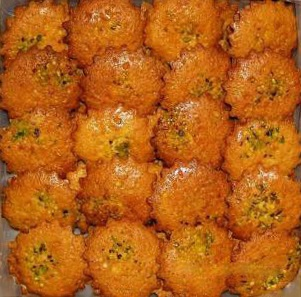
کیک یزدی، شیرینی بومی یزد در مرکز ایران است.

برخی از کشورهایی که نوعی کیک ویژه در آن ابداع شده و رواج دارد، عبارتند از:
- ایران: کیک یزدی
- فرانسه:کیک پادشاه، کروکمبوش
- ایتالیا: تیرامیسو، زوکوتو
- آلمان: باوم‌کوخن، کیک جنگل سیاه، کیک گوگلوپف
- اتریش: تورته لینتسر
- انگلستان:کیک پوند، کیک زنجبیلی
- ایالات متحده آمریکا:کیک خوراک فرشته
- ژاپن: کاستلا[۶۴]

## ابزار

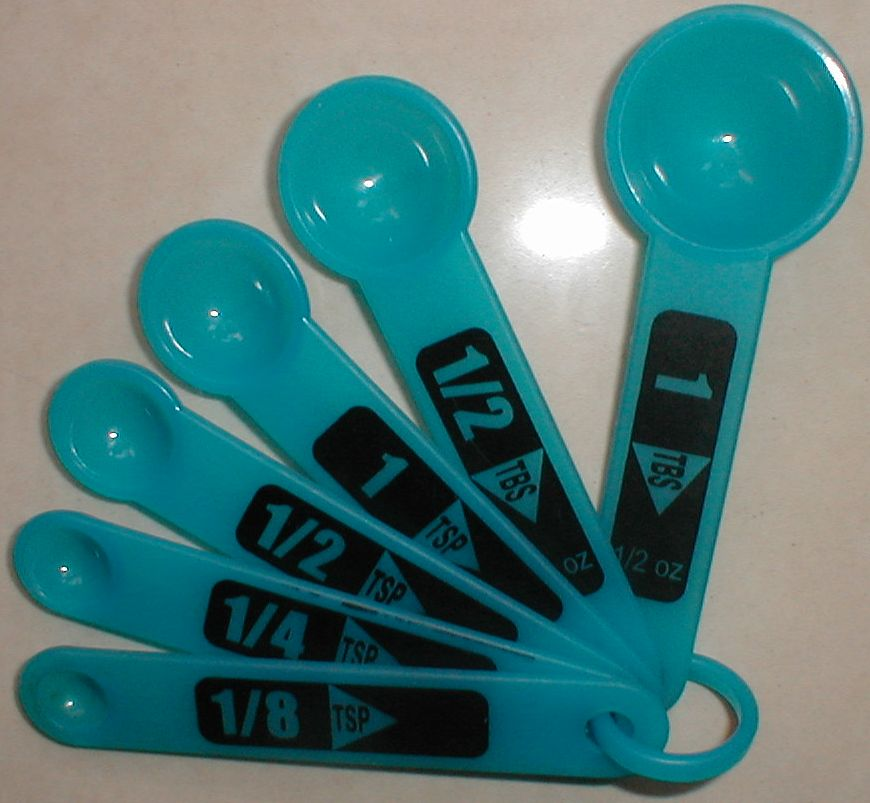
یک سری قاشق اندازه‌گیری شش‌تائی بزرگ‌ترین قاشق در این سری قاشق غذاخوری نامیده می‌شود.

- قاشق اندازه‌گیری، یک سری قاشق اندازه‌گیری وسیلهٔ کمکی ساده‌ای برای اندازه‌گیری مقادیر کم مواد غذایی است. یک سری ۶ تایی قاشق اندازه‌گیری شامل قاشق غذاخوری، نصف قاشق غذاخوری، قاشق چایخوری، نصف قاشق چایخوری، یک چهارم قاشق چایخوری و یک‌هشتم قاشق چایخوری است.[۶۵]
- پیمانه گنجایش پیمانه بر اساس کشور ممکن است متفاوت باشد. در کشور ژاپن گنجایش هر پیمانه ۲۰۰ میلی لیتر، در آمریکا ۲۴۰ میلی لیتر[۶۶] و در استرالیا و بریتانیا ۲۵۰ میلی لیتر است.
- توری سردکن کیک، یک نوع توری فلزی و دارای پایه‌های کوتاه است. اصولاً برای سبکی و تردی هر چه بیشتر کیک لازم است که کیک تا جایی که ممکن است کمتر آب داشته باشد. خنک کردن کیک در درون قالب یا بر روی تختهٔ آشپزخانه باعث می‌شود که بخار پس از پخت از کیک خارج نشده و به شکل آب در درون کیک جمع شود. برای همین لازم است برای خارج شدن هر چه سریعتر بخار از توری سردکن کیک استفاده شود.

همچنین صفحه گردان کیک، ترازو، همزن، قالب کیک، کاردک کرم‌مالی، ماسوره و قیف قنادی، لیسک، قلم‌مو و وردنه از وسایل دیگری هستند که در تهیه کیک به کار برده می‌شوند.

## تزیین کیک
کیک از موادی است که در اثر تماس با هوا خشک می‌شود و به همین علت در برخی از گونه‌های کیک سطح آن به‌طور کامل با مواد پوشانده می‌شود. بدین وسیله سدی در برابر عبور هوا به وجود آمده و باعث دوام بیشتر کیک خواهد شد. یخ‌چینه به پوشش سطح کیک یا موادی گفته می‌شود که بعد از پخت، جهت پوشاندن کیک به کار می‌روند. استفاده از یخ‌چینه بر روی سطح کیک معمولاً به منظور تزیین و زیباسازی و همچنین نگهداری کیک‌است. خامه زده شده، کرم کره، مرنگ، فوندانت یا خمیر شکر، شکلات و مارزیپان نمونه‌هایی از یخ‌چینه هستند. ساده‌ترین یخ‌چینه نوعی لعاب رقیق سفید رنگ‌است که از حل کردن شکر قنادی در آب به وجود می‌آید. به کار بردن یخ‌چینه برای تزیین کیک عروسی، کیک تولد و کیک فنجانی بسیار معمول‌است.
از ساده‌ترین روش‌های تزیین کیک الک کردن پودر قند و گذراندن آن از یک کاغذ با برش‌های طرح‌دار است که بر سطح کیک قرار گرفته است. در این روش می‌توان برای رنگ کردن پودر قند از پودرهای خوراکی رنگی استفاده کرد.

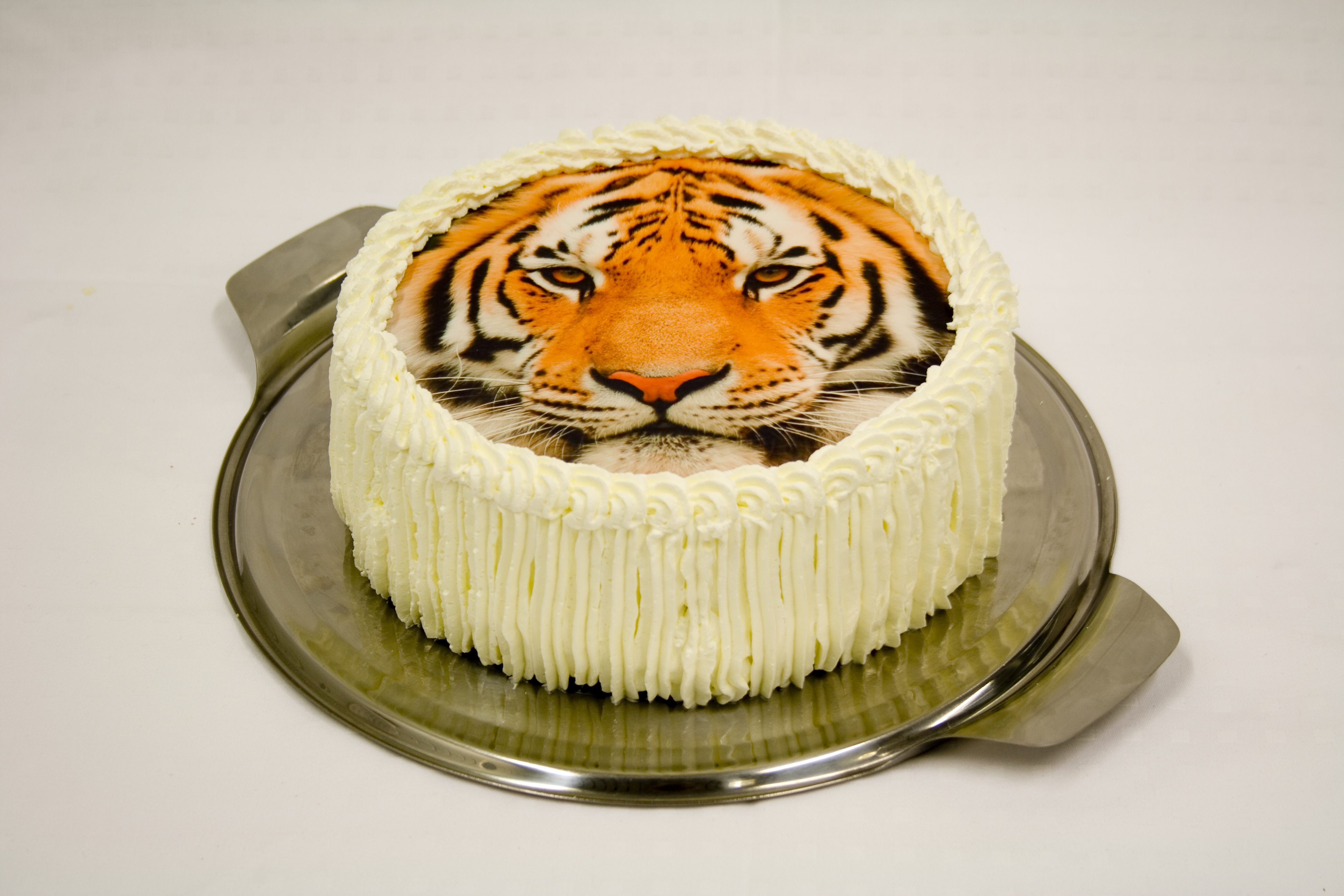
نمونه‌ای از چاپ با جوهر خوراکی

چاپ با جوهر خوراکی از جدیدترین روش‌های تزیین کیک است. در این روش توسط یک چاپگر تصاویر دیجیتالی با استفاده از رنگ‌های خوراکی بر روی یک کاغذ خوراکی چاپ می‌شود سپس این تصاویر چاپ شده به صورت یک ورقه بر روی کیک قرار می‌گیرد. برخی از تصاویر چاپ شدهٔ خوراکی توسط اداره مواد غذائی و داروئی ایالات متحده آمریکا تأیید شده و به‌طورکلی خوردن آن بی‌ضرر شناخته شده است. این تصاویر کیفیت بالا و شفافیت رنگ را در برابر رطوبت از دست نداده و همچنین رنگ‌های به کار رفته نیز در اثر رطوبت ثبات خود را از دست نمی‌دهند. در ابتدا تنها از کاغذ برنج برای چاپ استفاده می‌شد اما با پیشرفت این نوع چاپ امروزه می‌توان تصاویر را بر روی برخی از مواد دیگری که برای پوشش کیک به کار می‌روند نیز چاپ کرد.
با صفحهٔ طرح‌انداز کیک نیز می‌توان نقش‌های برجسته بر روی کیک مخصوصاً کاپ کیک ایجاد کرد. در این روش تزیینی با قرار دادن و فشردن صفحهٔ طرح‌انداز، بر روی خمیر فوندانت یا دیگر خمیرهای پوشانندهٔ روی کیک طرح‌هایی ایجاد می‌گردد.

## مسابقه‌های جهانی
مسابقه جهانی قنادی یکی از مسابقه‌های مشهور در زمینهٔ درست کردن قنادی در سطح بین‌المللی است که در آن دست‌اندرکاران قنادی در زمینهٔ مهارت‌های حرفه‌ای در درست کردن کیک، دسر و شیرینی‌جات به سبک غربی به رقابت می‌پردازند. این مسابقه هر دو سال یکبار در شهر لیون در کشور فرانسه برپا می‌شود. تا سال ۲۰۱۱ قنادان کشور فرانسه با دریافت ۶ مدال طلا و یک نقره در صدر دیگر کشورها قرار دارد و کشور ژاپن نیز با دریافت ۲ مدال طلا ۲ مدال نقره و یک برنز در مقام دوم قرار گرفته است. همچنین مسابقات جهانی قهرمانی قنادی تیمی نیز هر دو سال یکبار در شهر لاس وگاس در کشور آمریکا برپا می‌شود. این مسابقه برای اولین بار در سال ۲۰۰۲ میلادی انجام شد. سابقهٔ برگزاری این مسابقه چندان طولانی نیست اما در حال حاضر در کنار مسابقه جهانی قنادی، به عنوان دو مسابقهٔ برتر در سطح جهانی مطرح است. هر بار از هر کشور یک گروه ۳ نفری در این مسابقه شرکت کرده و به مدت ۱۳ ساعت در طی ۲ روز با دیگر شرکت‌کنندگان در زمینهٔ قنادی به رقابت می‌پردازد.
نمایشگاه کیک ژاپن نیز از مسابقات نسبتاً مشهور در سطح جهانی در زمینهٔ تزیین کیک و صنعت شیرینی‌سازی است. این مسابقه هر ساله در ماه سپتامبر در شهر توکیو برپا می‌شود.

## تغذیه و بهداشت

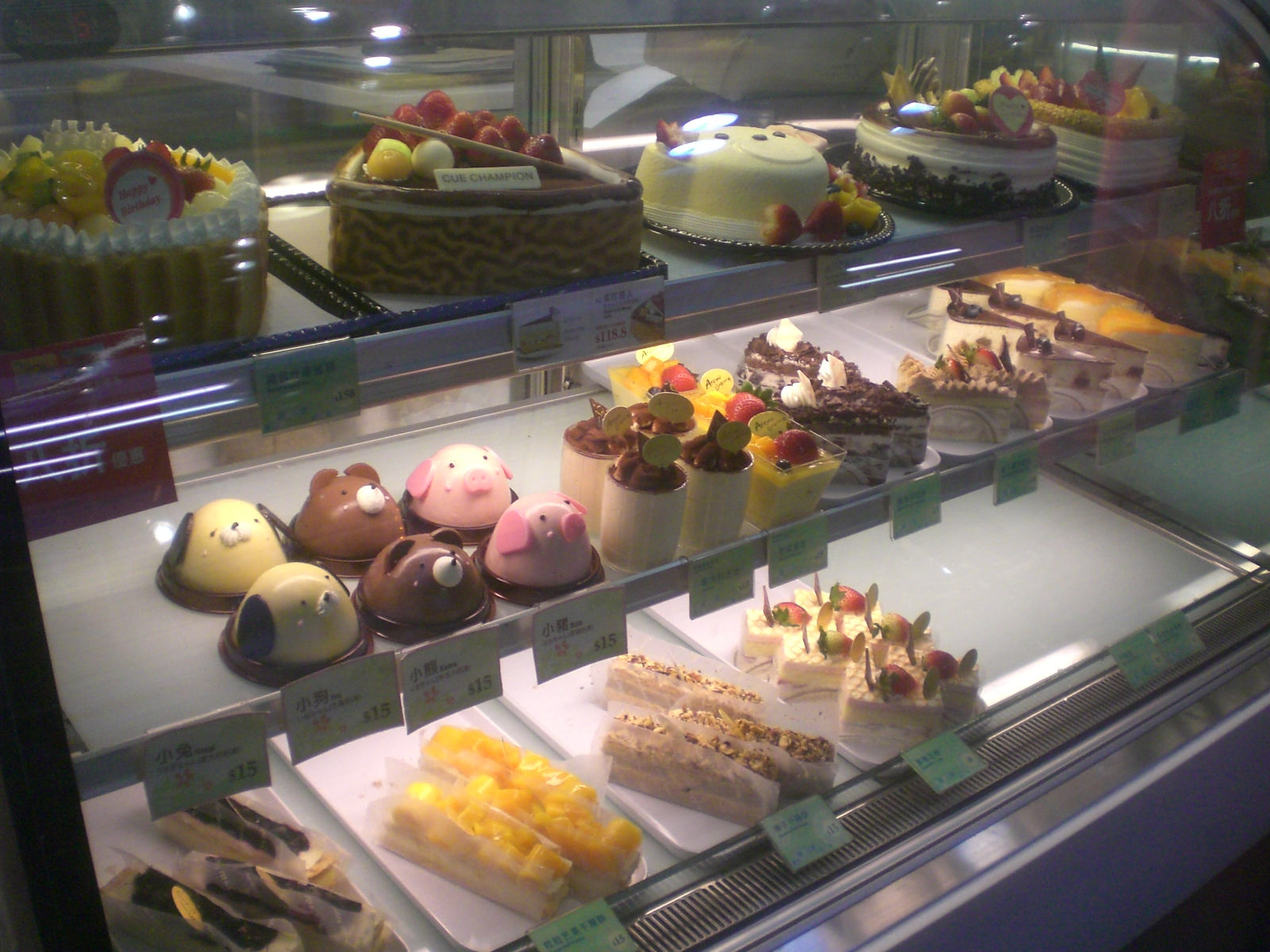
یخچال فروش کیک، دمای مناسب جهت نگهداری شیرینی تَر، دمای کمتر از ۵ درجهٔ سانتیگراداست.

یکی از عناصر کیک را شکر تشکیل می‌دهد. شکر دارای ترکیبات شیمیایی‌ای مانند تروپین و سروتونین است که در مغز مشابه مواد مخدر عمل می‌کند. برخی از محققان اعتقاد دارند که خودداری از خوردن شکر می‌تواند باعث بروز علائمی معتاد گونه یا حتی تغییرات مغزی گردد. علائم اعتیاد به شکر شبیه به علائم ترک دارو هستند. این نوع علائم در شخصی به وجود می‌آید که مصرف نوعی مادهٔ شیرین که مدت‌ها جزو عادات غذایی شخص بوده است، متوقف شده است. علائم پایین آمدن قند خون شامل، اضطراب، لرزش خفیف، عصبانیت و عرق سرد از علائم اعتیاد به شکر به‌شمار می‌آیند.
کیک حاوی تخم مرغ است و تخم مرغ یکی از شایع‌ترین علل ایجاد حساسیت غذایی غذایی است. تخم مرغ از پروتئین‌های مختلفی ساخته شده است، که برخی از آن‌ها حساسیت‌زا هستند. اکثر افراد مبتلا به حساسیت به تخم مرغ، به پروتئین‌های موجود در سفیدهٔ تخم مرغ واکنش نشان می‌دهند و برخی نیز به زرده حساسیت دارند.
شیرینی‌هایی که بیش از ۳۰ درصد وزنشان از آب تشکیل شده، شیرینی تَر، بین ۳۰–۲۰ درصد، شیرینی نیمه تَر، بین ۲۰–۱۰، نیمه خشک و کمتر از ۱۰ درصد در گروه شیرینی‌های خشک طبقه‌بندی می‌شوند. شیرینی‌های تَر به علت غنی بودن از نظر مواد غذایی و بالا بودن میزان آب و نرمی و سهولت نفوذ، از شرایط مناسبی برای رشد میکروب‌ها برخوردار هستند. از نظر بهداشتی توصیه می‌شود که شیرینی‌های تَر تا ۲۴ ساعت بعد از تولید بفروش برسند.
میکروب‌هایی که به‌طورِ کلی در شیرینی‌ها عامل مسمومیت غذایی هستند، عبارتند از:
- اشریشیا کلی: یکی از مهم‌ترین عوامل ایجاد اسهال است. از طریق ظروف یا آب آلوده به موادغذایی انتقال پیدا می‌کند. بهداشت محیط آشپزخانه و ظروف از انتشار اشریشیا کلی جلوگیری می‌کند.
- سالمونلا: به غیر از چاشنی‌هایی مانند شیر و لبنیات و میوه‌جات، از طریق تخم مرغ آلوده، به شیرینی منتقل می‌شود. نگهداری چنین موادی در جای خنک از انتشار سالمونلا جلوگیری خواهد کرد.
- استافیلوکوک اورئوس (طلائی): بیشتر از طریق ترشحات بینی و گلوی فرد بیمار و آلوده به این میکروب به مواد انتقال می‌یابد اما حتی در اشخاص سالم نیز شستشوی دست، در صورت دست زدن به صورت، برای جلوگیری از آلودگی مواد با این میکروب، لازم است.
- کلوستریدیوم پرفرنژنس: در دمای بالا نیز زنده مانده و در شیرینی‌ای که که پس از پخته شدن مدت زمانی طولانی گرم نگه داشته می‌شود، رشد می‌کند. نگهداری شیرینی در دمایی کمتر از ۵ درجه در جلوگیری از تکثیر میکروب مؤثر است.
- باسیلوس سرئوس: دمایی کمتر از ۵ درجه از رشد آن جلوگیری می‌کند.[۷۷]

## واژه‌نامه
1. ↑  Crème chantilly
2. ↑  Crème fouettèe
3. ↑  pâte à génoise
4. ↑  pâte à biscuit
5. ↑  all in one
6. ↑  Victorian wedding cakes